# جسر المثنى (الموصل)
جسر المثنى هو جسر يقع في محافظة نينوى في العراق على نهر الخوصر  ،  يربط حي المثنى بحي النور على نهر الخوصر ، يبلغ طوله حوالي 238 متر .